# Kinesiska folkets politiskt rådgivande konferens
Kinesiska folkets politiskt rådgivande konferens (KFPRK) är ett konsultativt politiskt organ i Folkrepubliken Kina som fungerar som ett slags överhus, dock utan lagstiftande makt. Ledamöterna i konferensen utses av Kinas kommunistiska parti, men både medlemmar och icke-medlemmar finns representerade i KFPRK, som sammanträder en gång varje år, oftast samtidigt med Nationella folkkongressen. Sedan 10 mars 2023 är Wang Huning ordförande i konferensens nationella utskott.

## Historia

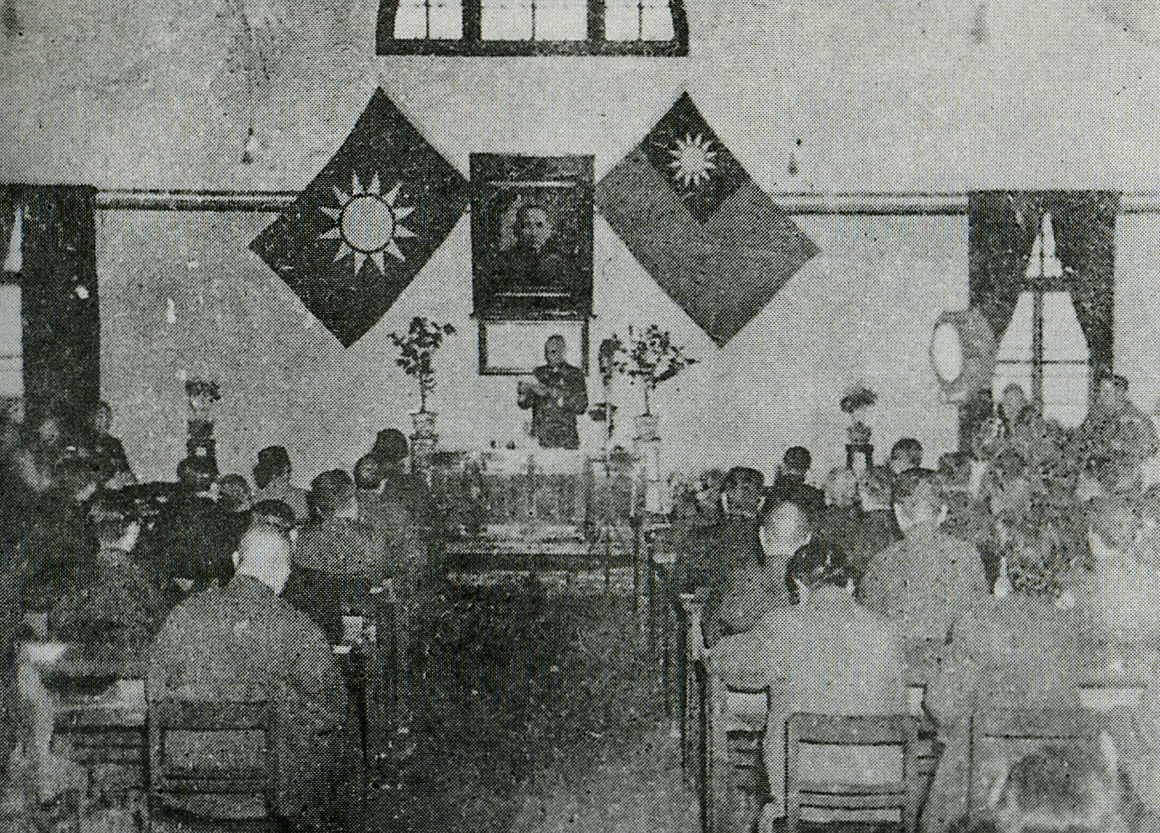
Första sessionen med den politiskt rådgivande konferensen i Chongqing i januari 1946.

Konferensen har sitt ursprung i de förhandlingar som skedde mellan kommunistpartiet och Kuomintang efter Japans nederlag i det andra kinesisk-japanska kriget i augusti 1945, då det fanns ett behov att skapa bred folklig sammanhållning mellan olika partier. Den första politiskt rådgivande församlingen sammanträdde 11-31 januari 1946 i Chongqing, men sammanbrottet i förhandlingarna mellan Kuomintang och kommunisterna och det kinesiska inbördeskriget satte stopp för fler gemensamma möten.
I slutet på september 1949 sammankallade kommunisterna och åtta allierade partier Kinesiska folkets politiskt rådgivande konferens, vilken antog ett "gemensamt program" och beslutade att upprätta Folkrepubliken Kina den 1 oktober samma år. Mellan 1949 och 1954 var KFPRK i praktiken den lagstiftande församlingen i Kina, men i 1954 års konstitution överfördes denna funktion till Nationella folkkongressen.

## Politisk funktion
Sedan dess har KFPRK mest haft ceremoniell betydelse och främst tjänat att förankra regeringens politik i bredare folkskikt i enlighet med kommunistpartiets politik att bilda "enhetsfront" med landets demokratiska partier och andra "progressiva" krafter. Således finns de s.k. "demokratiska partierna" representerade i KFPRK samt representanter för Hongkong, Macao och Taiwan. En rad icke-kommunistiska nationella personligheter har också varit ledamöter i konferensen, som den siste kejsaren Puyi och Sun Yat-sens änka Soong Ching-ling.

## Organisation
KFPRK indelas i följande utskott:
- Motionsutskottet;
- Ekonomiutskottet;
- Utskottet för befolkning, tillgångar och miljö;
- Utskottet för utbildning, vetenskap, kultur, hälsa och sport;
- Utskottet för sociala och rättsliga angelägenheter;
- Utskottet för etniska och religiösa angelägenheter;
- Utskottet för kulturellt och historiskt material;
- Utskottet för förbindelser med Hongkong, Taiwan, Macao och utlandskineser;
- Utskottet för utrikes ärenden.

## Småpartierna i "Folkets demokratiska enhetsfront"
Förutom Kinas kommunistiska parti finns ett antal småpartier representerade i konferensen. Samarbetet med dem regleras av Centrala avdelningen för enhetsfronten, en avdelning som lyder under Kommunistpartiets centralkommitté.
- Kuomintangs revolutionära kommitté  (Zhongguo Guomindang Geming Weiyuanhui)
- Kinas demokratiska förbund (Zhongguo Minzhu Tongmeng)
- Kinas demokratiska sällskap för nationell uppbyggnad (Zhongguo Minzhu Jianguo Hui)
- Kinas sällskap för främjande av demokratin  (Zhongguo Minzhu Cujin Hui)
- Kinas demokratiska bonde- och arbetarparti  (Zhongguo Nonggong Minzhu Dang)
- Kinas parti för allmänintresset  (Zhongguo Zhi Gong Dang)
- Tredje september-sällskapet  (Jiu San Xueshe)
- Taiwans förbund för demokratiskt självstyre (Taiwan Minzhu Zizhi Tongmeng)

## Lista över ordförande i KFPRK
- Mao Zedong, 1949-1954
- Zhou Enlai, 1954-1976
- Deng Xiaoping, 1978-1983
- Deng Yingchao, 1983-1988
- Li Xiannian, 1988-1992
- Li Ruihuan, 1993-2003
- Jia Qinglin, 2003-2013
- Yu Zhengsheng, 2013-2018
- Wang Yang, 2018-2023
- Wang Huning, 2023-